# Hòn Lao
Hòn Lao hay còn gọi là Hòn Lau, Hòn Ghềnh, là một đảo đá nhỏ ven bờ Biển Đông, thuộc tỉnh Bình Thuận.
Vị trí đảo nằm về phía đông nam Mũi Né, cách bờ 650 mét. Diện tích đảo khoảng 2,4 ha (0,024 km²), chu vi khoảng 700 mét, cao so với mực nước biển khoảng 30 mét.. Đảo không có người ở, chỉ có một miếu thờ nhỏ ngư dân hay đến thắp hương cầu nguyện.